# Cuba op de Olympische Zomerspelen 2008

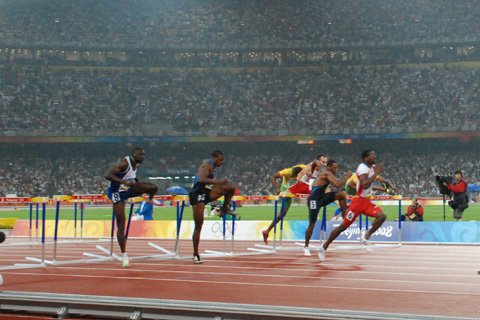
Dayron Robles wint de 110 m horden

Cuba nam deel aan de Olympische Zomerspelen 2008 in Peking, China. Cuba debuteerde op de tweede Zomerspelen in 1900 en deed in 2008 voor de achttiende keer mee. Er werd oorspronkelijk slechts twee keer goud gewonnen, het laagste aantal sinds 1968. Opvallend is de 'scheve' medaillebalans. Naast drie keer goud staan tien zilveren en zeventien bronzen medailles.
Sinds 2008 werden na nieuw doping onderzoek ongeveer 50 medailles ontnomen. Hierdoor won de Cubaanse Yipsi Moreno alsnog goud bij het kogelslingeren en verloor Yarelis Barrios haar zilveren medaille. Door doping onderzoek kregen uiteindelijk 5 Cubanen alsnog een bronzen medaille.

## Medailleoverzicht
| Sport         | Olympiër | Discipline                 | Medaille |
| ------------- | --- | -------------------------- | -------- |
| Atletiek      | Dayron Robles | 110m horden (m)            | Goud     |
| Atletiek      | Yipsi Moreno | kogelslingeren (v)         | Goud     |
| Worstelen     | Mijaín López | -120kg Grieks-Romeins (m)  | Goud     |
| Atletiek      | Misleydis González | Kogelstoten (v)            | Zilver   |
| Boksen        | Andris Laffita Hernandez | -51kg (m)                  | Zilver   |
| Boksen        | Yankiel Leon Alarcon | -54kg (m)                  | Zilver   |
| Boksen        | Carlos Banteaux Suarez | -69kg (m)                  | Zilver   |
| Boksen        | Emilio Correa Bayeaux | -75kg (m)                  | Zilver   |
| Honkbal       | Ariel Pestano Luis Miguel Navas Vicyohandri Odelín Yoandry Urgellés Giorvis Duvergell Pedro Luis Lazo Alfredo Despaigne Alexander Mayeta Eduardo Paret Luis Rodríguez Eriel Sánchez Norberto González Alexei Bell Rolando Meriño Norge Luis Vera Yadier Pedroso Héctor Olivera Frederich Cepeda Jonder Martínez Michel Enríquez Elier Sánchez Adiel Palma Yulieski Gourriel Miguel Lahera | mannen                     | Zilver   |
| Judo          | Yanet Bermoy | -48kg (v)                  | Zilver   |
| Judo          | Anaysi Hernández | -70kg (v)                  | Zilver   |
| Judo          | Yalennis Castillo | -78kg (v)                  | Zilver   |
| Wielersport   | Yoanka Gonzalez | puntenkoers (v)            | Zilver   |
| Atletiek      | Ibrahim Camejo | verspringen (m)            | Brons    |
| Atletiek      | Leonel Suárez | tienkamp (m)               | Brons    |
| Atletiek      | Yargelis Savigne | hink-stap-springen (v)     | Brons    |
| Boksen        | Yampier Hernandez | -48kg (m)                  | Brons    |
| Boksen        | Yordenis Ugas | -60kg (m)                  | Brons    |
| Boksen        | Roniel Iglesias Sotolongo | -64kg (m)                  | Brons    |
| Boksen        | Osmai Acosta Duarte | -91kg (m)                  | Brons    |
| Gewichtheffen | Yordanis Borrero | -69kg (m)                  | Brons    |
| Gewichtheffen | Jadier Valladares | -85kg (m)                  | Brons    |
| Gewichtheffen | Yoandry Hernández | -94kg (m)                  | Brons    |
| Judo          | Yordanis Arencibia | -66kg (v)                  | Brons    |
| Judo          | Óscar Brayson | +100kg (m)                 | Brons    |
| Judo          | Idalys Ortíz | +78kg (v)                  | Brons    |
| Schietsport   | Eglis Yaima Cruz | 50m geweer 3 houdingen (v) | Brons    |
| Taekwondo     | Daynellis Montejo | -49kg (v)                  | Brons    |
| Worstelen     | Michel Batista | -96kg (m)                  | Brons    |
| Worstelen     | Disney Rodríguez | -120kg (m)                 | Brons    |

## Deelnemers en resultaten
(m) = mannen, (v) = vrouwen 

### Atletiek
| Olympiër                                                  | Discipline               | Resultaat | Prestatie                                                                                               |
| --------------------------------------------------------- | ------------------------ | --------- | --- |
| Henry Vizcaíno                                            | 100m (m)                 | 30e       | serie 1: 4de in 10,28 kwartfinale 1: 5de in 10,33                                                       |
| William Collazo                                           | 400m (m)                 | 13e       | serie 1: 3de in 45,37 halve finale 1: 6de in 45,06                                                      |
| Andy González                                             | 800m (m)                 | 17e       | serie 4: 4de in 1.46,59                                                                                 |
| Yeimer López                                              | 800m (m)                 | 6e        | serie 8: 1ste in 1.45,66 halve finale 1: 2de in 1.46,40 finale: 6de in 1.45,88                          |
| Dayron Robles                                             | 110m horden (m)          | Goud      | serie 1: 1ste in 13,39 kwartfinale 2: 1ste in 13,19 halve finale 1: 1ste in 13,12 finale: 1ste in 12,93 |
| Omar Cisneros William Collazo Yunior Díaz Yunier Perez    | 4x400m (m)               | 6e        | serie 1: 6de in 3.02,24                                                                                 |
| Ibrahim Camejo                                            | verspringen (m)          | Brons     | kwalificatie groep A: 2de met 8,23m finale: 3de met 8,20m                                               |
| Wilfredo Martínez                                         | verspringen (m)          | DSQ       | gediskwalificeerd                                                                                       |
| Héctor Dairo Fuentes                                      | hink-stap-springen (m)   | 12e       | kwalificatie groep A: 8ste met 17,09m finale: 12de met 16,28m                                           |
| Arnie David Giralt                                        | hink-stap-springen (m)   | 4e        | kwalificatie groep A: 3de met 17,30m finale: 4de met 17,52m                                             |
| Lázaro Borges                                             | polsstokhoogspringen (m) | DNF       | kwalificatie groep B: geen geldige poging                                                               |
| Alexis Paumier                                            | kogelstoten (m)          | DNF       | kwalificatie groep B: geen geldige poging                                                               |
| Reinaldo Proenza                                          | kogelstoten (m)          | 30e       | kwalificatie groep B: 14de met 19,20m                                                                   |
| Carlos Véliz                                              | kogelstoten (m)          | 24e       | kwalificatie groep A: 12de met 19,58m                                                                   |
| Jorge Fernández                                           | discuswerpen (m)         | 27e       | kwalificatie groep A: 15de met 59,60m                                                                   |
| Anier Boué                                                | speerwerpen (m)          | 28e       | kwalificatie groep A: 15de met 71,85m                                                                   |
| Yordanis García                                           | tienkamp (m)             | 14e       | 7992 punten                                                                                             |
| Leonel Suárez                                             | tienkamp (m)             | Brons     | 8527 punten (NR)                                                                                        |
|                                                           |                          |           | |
| Virgen Benavides                                          | 100m (v)                 | 19e       | serie 7: 3de in 11,45 kwartfinale 2: 5de in 11,40                                                       |
| Roxana Díaz                                               | 200m (v)                 | 15e       | serie 6: 3de in 23,09 kwartfinale 2: 4de in 22,98 halve finale 1: 8ste in 23,12                         |
| Indira Terrero                                            | 400m (v)                 | 16e       | serie 2: 4de in 51,56 halve finale 1: 5de in 51,80                                                      |
| Zulia Calatayud                                           | 800m (v)                 | 10e       | serie 5: 1ste in 2.00,34 halve finale 2: 4de in 1.58,78                                                 |
| Yenima Arencibia                                          | 100m horden (v)          | 32e       | serie 3: 6de in 13,43                                                                                   |
| Anay Tejeda                                               | 100m horden (v)          | DNF       | serie 4: 2de in 12,84 halve finale 2: niet gefinisht                                                    |
| Zulia Calatayud Susana Clement Roxana Díaz Indira Terrero | 4x400m (v)               | 4e        | serie 1: 1ste in 3.25,64 finale: 4de in 3.23,71 (NR)                                                    |
| Yargelis Savigne                                          | verspringen (v)          | 17e       | kwalificatie groep A: 9de met 6,49m                                                                     |
| Mabel Gay                                                 | hink-stap-springen (v)   | 15e       | kwalificatie groep A: 8ste met 14,09m                                                                   |
| Yarianna Martínez                                         | hink-stap-springen (v)   | 21e       | kwalificatie groep B: 7de met 13,96m                                                                    |
| Yargelis Savigne                                          | hink-stap-springen (v)   | Brons     | kwalificatie groep A: 1ste met 14,99m finale: 3de met 15,05m                                            |
| Yarisley Silva                                            | polsstokhoogspringen (v) | 27e       | kwalificatie groep A: 15de met 4,15m                                                                    |
| Yumileidi Cumbá                                           | kogelstoten (v)          | 20e       | kwalificatie groep B: 8ste met 17,60m                                                                   |
| Misleydis González                                        | kogelstoten (v)          | Zilver    | kwalificatie groep A: 4de met 18,91m finale: 2de met 19,50m                                             |
| Mailín Vargas                                             | kogelstoten (v)          | 8e        | kwalificatie groep A: 7de met 18,47m finale: 8ste met 18,28m                                            |
| Yarelys Barrios                                           | discuswerpen (v)         | DSQ       | gediskwalificeerd                                                                                       |
| Yania Ferrales                                            | discuswerpen (v)         | 15e       | kwalificatie groep B: 7de met 59,87m                                                                    |
| Yanet Cruz                                                | speerwerpen (v)          | 19e       | kwalificatie groep B: 8ste met 58,06m                                                                   |
| Osleidys Menéndez                                         | speerwerpen (v)          | 6e        | kwalificatie groep A: 5de met 60,51m finale: 6de met 63,35m                                             |
| Yunaika Crawford                                          | kogelslingeren (v)       | 31e       | kwalificatie groep B: 15de met 66,16m                                                                   |
| Yipsi Moreno                                              | kogelslingeren (v)       | Goud      | kwalificatie groep A: 1ste met 73,92m finale: 1ste met 75,20m                                           |
| Arasay Thondike                                           | kogelslingeren (v)       | 15e       | kwalificatie groep B: 6de met 68,74m                                                                    |
| Gretchen Quintana                                         | zevenkamp (v)            | 25e       | 5830 punten                                                                                             |

### Boksen
| Olympiër          | Discipline | Resultaat | Prestatie |
| ----------------- | ---------- | --------- | --- |
| Yampier Hernández | -48kg (m)  | Brons     | 1ste ronde: W van TJK Dostiev: 12-1 2de ronde: W van UKR Chygayev: 21-3 kwartfinale: W van BRA Carvalho: 21-6 halve finale: V van MGL Serdamba: 8-8                                   |
| Andry Laffita     | -51kg (m)  | Zilver    | 1ste ronde: vrij 2de ronde: W van GBR Yafai: 9-3 kwartfinale: W van PUR Arroyo: 11-2 halve finale: W van RUS Balakshin: 9-8 finale: V van THA Jongjohor: 2-8                          |
| Yankiel León      | -54kg (m)  | Zilver    | 1ste ronde: vrij 2de ronde: W van KAZ Abutalipov: 10-3 kwartfinale: W van THA Petchkoom: 10-2 halve finale: W van MRI Julie: 7-5 finale: V van MGL Badar-Uugan: 5-16                  |
| Idel Torriente    | -57kg (m)  | 5e        | 1ste ronde: W van GHA Octupus: 11-2 2de ronde: W van MGL Enkhzorig: 10-9 kwartfinale: V van AZE Imranov: 14-16                                                                        |
| Yordenis Ugás     | -60kg (m)  | Brons     | 1ste ronde: W van ALG Kramou: 21-3 2de ronde: W van ITA Valentino: 10-2 kwartfinale: W van ROU Popescu: 11-7 halve finale: V van FRA Sow: 8-15                                        |
| Roniel Iglesias   | -64kg (m)  | Brons     | 1ste ronde: W van AUS Kidd: 15-2 2de ronde: W van MAR Moussaid: 15-4 kwartfinale: W van RUS Kovalev: 5-2 halve finale: V van THA Boonjumnong: 5-10                                    |
| Yankiel León      | -69kg (m)  | Zilver    | 1ste ronde: vrij 2de ronde: W van GBR Saunders: 13-6 kwartfinale: W van EGY Abdin: 10-2 halve finale: W van CHN Silamu: 17-4 finale: V van KAZ Sarsekbayev: 9-18                      |
| Emilio Correa     | -75kg (m)  | Zilver    | 1ste ronde: W van AUS Fletcher: 17-4 2de ronde: W van UKR Derevyanchenko: 18-4 kwartfinale: W van UZB Rasulov: 9-7 halve finale: W van IND Singh: 8-5 finale: V van GBR DeGale: 14-16 |
| Osmay Acosta      | -91kg (m)  | Brons     | 1ste ronde: W van NGR Durodola: 11-0 kwartfinale: W van GRE Pavlidis: 7-4 halve finale: V van RUS Chakhiev: 5-10                                                                      |
| Robert Alfonso    | +91kg (m)  | 9e        | 1ste ronde: V van UKR Glazkov: 3-1 |

### Boogschieten
| Olympiër            | Discipline      | Resultaat | Prestatie |
| ------------------- | --------------- | --------- | --- |
| Juan Carlos Stevens | individueel (m) | 5e        | plaatsingsronde: 28ste met 659 punten 1ste ronde: W van RSA Hartley: 107-107 2de ronde: W van ROU Bodnar: 108-101 3de ronde: W van GBR Wills: 108-104 kwartfinale: V van KOR Park: 108-108 |

### Gewichtheffen
| Olympiër           | Discipline | Resultaat | Prestatie                                                   |
| ------------------ | ---------- | --------- | ----------------------------------------------------------- |
| Sergio Álvarez     | -56kg (m)  | 6e        | trekken: 8ste met 120kg stoten: 7de met 152kg totaal: 272kg |
| Lázaro Maikel Ruiz | -62kg (m)  | 6e        | trekken: 8ste met 132kg stoten: 6de met 162kg totaal: 294kg |
| Yordanis Borrero   | -69kg (m)  | Brons     | trekken: 6de met 148kg stoten: 6de met 180kg totaal: 328kg  |
| Iván Cambar        | -77kg (m)  | 6e        | trekken: 8ste met 157kg stoten: 3de met 196kg totaal: 353kg |
| Jadier Valladares  | -85kg (m)  | Brons     | trekken: 7de met 169kg stoten: 5de met 203kg totaal: 372kg  |
| Yoandry Hernández  | -94kg (m)  | Brons     | trekken: 6de met 178kg stoten: 5de met 215kg totaal: 393kg  |

### Honkbal
| Olympiër | Discipline | Resultaat | Prestatie |
| --- | ---------- | --------- | --- |
| Alexei Bell Frederich Cepeda Alfredo Despaigne Giorbis Duvergel Michel Enriquez Norberto González Yuliesky Gourriel Miguel la Hera Pedro Luis Lazo Jonder Martinez Alexander Mayeta Rolando Merino Luis Navas Vicyohandry Odelin Hector Olivera Adiel Palma Eduardo Paret Yadier Pedroso Ariel Pestano Luis Rodriguez Elier Sanchez Eriel Sanchez Yoandry Urgelles Norge Luis Vera | mannen     | Zilver    | groepsfase: 2de W van Japan: 4-2 W van Canada: 7-6 W van Verenigde Staten: 5-4 W van Chinees Taipei: 1-0 W van Nederland: 14-3 V van Zuid-Korea: 4-7 W van China: 17-1 halve finale: W van Verenigde Staten: 10-2 finale: V van Zuid-Korea: 2-3 |

| Groepsfase |                  |             |             |             |
| #          | Land             | Wedstrijden | Wedstrijden | Wedstrijden |
| #          | Land             | G           | W           | V           |
| 1          | Zuid-Korea       | 7           | 7           | 0           |
| 2          | Cuba             | 7           | 6           | 1           |
| 3          | Verenigde Staten | 7           | 5           | 2           |
| 4          | Japan            | 7           | 4           | 3           |
| 5          | Chinees Taipei   | 7           | 2           | 5           |
| 6          | Canada           | 7           | 2           | 5           |
| 7          | Nederland        | 7           | 1           | 6           |
| 8          | China            | 7           | 1           | 6           |

| Ronde        | Datum  | Plaats           | Land | Score            | Land |
| ------------ | ------ | ---------------- | ---- | ---------------- | ---- |
| Groepsfase   |        |                  |      |                  |      |
| 13 augustus  | Peking | Cuba             | 4-2  | Japan            |      |
| 14 augustus  | Peking | Cuba             | 7-6  | Canada           |      |
| 15 augustus  | Peking | Verenigde Staten | 4-5  | Cuba             |      |
| 16 augustus  | Peking | Cuba             | 1-0  | Chinees Taipei   |      |
| 18 augustus  | Peking | Nederland        | 3-14 | Cuba             |      |
| 19 augustus  | Peking | Zuid-Korea       | 7-4  | Cuba             |      |
| 20 augustus  | Peking | Cuba             | 17-1 | China            |      |
| Halve finale |        |                  |      |                  |      |
| 22 augustus  | Peking | Cuba             | 10-2 | Verenigde Staten |      |
| Finale       |        |                  |      |                  |      |
| 23 augustus  | Peking | Zuid-Korea       | 3-2  | Cuba             |      |

### Judo
| Olympiër            | Discipline | Resultaat | Prestatie |
| ------------------- | ---------- | --------- | --- |
| Yosmani Piker       | -60kg (m)  | 21e       | voorronde: vrij 1ste ronde: V van ARM Davtyan: waza-ari |
| Yordanis Arencibia  | -66kg (m)  | Brons     | voorronde: vrij 1ste ronde: W van AND González: waza-ari 2de ronde: W van EGY El Hady: koka kwartfinale: W van USA Takata: yuko halve finale: V van JPN Uchishiba:yuko bronzen finale: W van RUS Gadanov: yuko         |
| Ronald Girones      | -73kg (m)  | 21e       | 1ste ronde: V van MDA Toma: yuko |
| Oscar Cardenas      | -81kg (m)  | 17e       | voorronde: vrij 1ste ronde: W van FRA Rodriguez: waza-ari 2de ronde: V van POR Neto: ippon |
| Asley González      | -90kg (m)  | 13e       | 1ste ronde: V van FRA Dafreville: ippon herkansingen: V van ITA Meloni: ippon |
| Oreidis Despaigne   | -100kg (m) | 17e       | 1ste ronde: W van AUS Celotti: yuko 2de ronde: V van KOR Jang: koka |
| Óscar Brayson       | +100kg (m) | Brons     | voorronde: vrij 1ste ronde: W van LIB Hachache: ippon 2de ronde: W van PER Zegarra: ippon kwartfinale: W van BRA Schlittler: ippon halve finale: V van UZB Tangriev: ippon bronzen finale: W van IRI Roudaki: waza-ari |
|                     |            |           | |
| Yanet Bermoy        | -48kg (v)  | Zilver    | 1ste ronde: W van ECU Miranda: ippon 2de ronde: W van RUS Bogdanova: yuko kwartfinale: W van GER Baschin: koka halve finale: W van PRK Pak: ippon finale: V van ROU Dumitru: ippon                                     |
| Yagnelis Mestre     | -52kg (v)  | 13e       | 1ste ronde: V van PRK An: waza-ari herkansingen: V van VEN Velázquez: koka |
| Yurisleydis Lupetey | -57kg (v)  | 17e       | 1ste ronde: W van HAI Baptiste: waza-ari 2de ronde: V van TUN Jelassi: ippon |
| Driulis González    | -63kg (v)  | 5e        | 1ste ronde: vrij 2de ronde: W van AUT Heill: yuko kwartfinale: W van TPE Wang: yuko halve finale: V van JPN Tanimoto: ippon bronzen finale: V van NED Willeboordse: koka                                               |
| Anaysi Hernández    | -70kg (v)  | Zilver    | 1ste ronde: vrij 2de ronde: W van COL Alvear: ippon kwartfinale: W van ITA Scapin: ippon halve finale: W van GER Böhm: ippon finale: V van JPN Ueno: ippon                                                             |
| Yalennis Castillo   | -78kg (v)  | Zilver    | 1ste ronde: W van KAZ Abikeyeva: ippon 2de ronde: W van IND Tewar: ippon kwartfinale: W van FRA Possamaï: koka halve finale: W van KOR Jeong: koka finale: V van CHN Yang: beslissing                                  |
| Idalys Ortiz        | +78kg (v)  | Brons     | 1ste ronde: vrij 2de ronde: W van EGY Ramadan: waza-ari kwartfinale: W van AUS Sheperd:ippon halve finale: V van CHN Tong: koka bronzen finale: W van MGL Tserenkhand: ippon                                           |

### Kanovaren
| Olympiër                     | Discipline    | Resultaat | Prestatie                                                                        |
| ---------------------------- | ------------- | --------- | -------------------------------------------------------------------------------- |
| Aldo Pruna                   | C-1 500m (m)  | 12e       | serie 1: 5de in 1.51,111 halve finale 1: 5de in 1.53,809                         |
| Aldo Pruna                   | C-1 1000m (m) | 9e        | serie 3: 3de in 4.02,351 halve finale 1: 3de in 4.01,475 finale: 9de in 3.59,087 |
| Karel Aguilar Serguey Torres | C-2 500m (m)  | 12e       | serie 1: 7de in 1.44,155 halve finale: 5de in 1.43,673                           |
| Karel Aguilar Serguey Torres | C-2 1000m (m) | 9e        | serie 2: 2de in 3.41,171 finale: 9de in 3.48,877                                 |
| Jorge García                 | K-1 500m (m)  | 22e       | serie 1: 7de in 1.42,803 halve finale 1: 8ste in 1.49,077                        |
| Jorge García                 | K-1 1000m (m) | 13e       | serie 2: 7de in 3.38,866 halve finale 2: 5de in 3.41,219                         |

### Moderne vijfkamp
| Olympiër         | Discipline | Resultaat | Prestatie   |
| ---------------- | ---------- | --------- | ----------- |
| Yaniel Velázquez | mannen     | 15e       | 5292 punten |

### Roeien
| Olympiër                                                             | Discipline             | Resultaat | Prestatie |
| -------------------------------------------------------------------- | ---------------------- | --------- | --- |
| Eyder Batista Yunior Perez                                           | lichte dubbel-twee (m) | 6e        | serie 2: 4de in 6.19,36 herkansingen: 2de in 6.40,15 halve finale 1: 3de in 6.33,60 finale: 6de in 6.19,96       |
| Yuleidys Cascaret Janier Concepción Ángel Fournier Yoennis Hernández | dubbel-vier (m)        | 12e       | serie 2: 4de in 5.44,68 herkansingen: 2de in 6.03,56 halve finale 2: 6de in 6.04,99 finale B: 6de in 5.52,66     |
|                                                                      |                        |           | |
| Mayra González                                                       | skiff (v)              | 15e       | serie 4: 2de in 8.07,22 kwartfinale 2: 4de in 7.45,75 halve finale C/D: 1ste in 8.02,10 finale C: 3de in 7.42,68 |
| Ismaray Marrero Yaima Velázquez                                      | lichte dubbel-twee (v) | 12e       | serie 3: 4de in 7.13,35 herkansingen: 3de in 7.32,14 halve finale 1: 6de in 7.30,15 finale B: 6de in 7.20,07     |

### Schermen
| Olympiër          | Discipline | Resultaat | Prestatie                                                              |
| ----------------- | ---------- | --------- | ---------------------------------------------------------------------- |
| Misleydis Compañy | floret (v) | 17e       | 1ste ronde: W van AUS Halls: 15-13 2de ronde: V van ITA Trillini: 7-15 |
| Mailyn González   | sabel (v)  | 17e       | 1ste ronde: W van SEN Toure: 15-7 2de ronde: V van USA Jacobson: 11-15 |

### Schietsport
| Olympiër         | Discipline                 | Resultaat | Prestatie                                                                   |
| ---------------- | -------------------------- | --------- | --------------------------------------------------------------------------- |
| Eliécer Pérez    | 10m luchtgeweer (m)        | 44e       | kwalificatie: 44ste met 585 punten (95-97-98-99-97-99)                      |
| Eliécer Pérez    | 50m geweer 3 houdingen (m) | 47e       | kwalificatie: 47ste met 1134 punten (394-373-367)                           |
| Eliécer Pérez    | 50m geweer liggend (m)     | 52e       | kwalificatie: 52ste met 582 punten (96-96-97-99-99-95)                      |
| Leuris Pupo      | 25m snelvuurpistool (m)    | 7e        | kwalificatie: 7de met 578 punten (288-290)                                  |
|                  |                            |           |                                                                             |
| Eglis Yaima Cruz | 10m luchtgeweer (v)        | 11e       | kwalificatie: 11de met 396 punten (100-98-100-98)                           |
| Eglis Yaima Cruz | 50m geweer 3 houdingen (v) | Brons     | kwalificatie: 2de met 588 punten (199-193-196) finale: 3de met 687,6 punten |

### Schoonspringen
| Olympiër                   | Discipline              | Resultaat | Prestatie                                                                                            |
| -------------------------- | ----------------------- | --------- | --- |
| Jorge Betancourt           | 3m plank (m)            | 19e       | voorronde: 19de met 428,25 punten                                                                    |
| Jorge Luis Pupo            | 3m plank (m)            | 27e       | voorronde: 27ste met 388,70 punten                                                                   |
| Jeinkler Aguirre           | 10m toren (m)           | 15e       | voorronde: 16de met 423,75 punten halve finale: 15de met 414,20 punten                               |
| José Guerra                | 10m toren (m)           | 5e        | voorronde: 11de met 443,20 punten halve finale: 11de met 438,80 punten finale: 5de met 507,15 punten |
| Erick Fornaris José Guerra | 10m toren synchroon (m) | 7e        | 409,38 punten                                                                                        |

### Taekwondo
| Olympiër          | Discipline | Resultaat | Prestatie |
| ----------------- | ---------- | --------- | --- |
| Gessler Viera     | -68kg (m)  | 11e       | voorronde: V van TUR Tazegül: 3-4 |
| Ángel Matos       | +80kg (m)  | 5e        | voorronde: W van ITA Basile: 3-1 kwartfinale: W van CHN Liu: 2-1 halve finale: V van KOR Cha: 1-2 bronzen finale: V van KAZ Chilmanov: gediskwalificeerd |
|                   |            |           | |
| Daynellis Montejo | -49kg (v)  | Brons     | voorronde: V van THA Puedpong: 0-1 herkansingen: W van VIE Trúc: 4-0 bronzen finale: W van TPE Yang: 3-2                                                 |

### Volleybal

#### Beach
| Olympiër                        | Discipline | Resultaat | Prestatie |
| ------------------------------- | ---------- | --------- | --- |
| Milagros Crespo Imara Esteves   | vrouwen    | 9e        | groep E: 3de V van GER Pohl/Rau: 0-2 (17-21, 19-21) W van NED Kadijk/Mooren: 2-0 (21-11, 21-15) V van USA Branagh/Youngs: 1-2 (19-21, 21-13, 12-15) 2de ronde: V van CHN Xue/Zhang: 0-2 (19-21, 13-21)         |
| Dalixia Fernández Tamara Larrea | vrouwen    | 11e       | groep B: 2de W van NOR Håkedal/Tørlen: 2-0 (22-20, 21-19) V van USA May-Treanor/Walsh: 0-2 (15-21, 16-21) W van JPN Kusuhara/Saiki: 2-0 (21-18, 21-17) 2de ronde: V van USA Branagh/Youngs: 0-2 (15-21, 13-21) |

#### Zaal
| Olympiër | Discipline | Resultaat | Prestatie |
| --- | ---------- | --------- | --- |
| Yusidey Silié Yanelis Santos Rachel Sánchez Yumilka Ruíz Daimí Ramírez Yaima Ortíz Liana Mesa Yusleynis Herrera Nancy Carrillo Kenia Carcaces Rosir Calderon Zoila Barros | vrouwen    | 4e        | groep A: 1ste W van Polen: 3-1 (21-25, 25-17, 25-20, 25-17) W van Verenigde Staten: 3-0 (25-14, 26-24, 25-17) W van China: 3-2 (18-25, 14-25, 25-23, 32-30, 15-13) W van Japan: 3-0 (25-17, 25-22, 25-22) W van Venezuela: 3-0 (25-20, 25-20, 25-19) kwartfinale: W van Servië: 3-0 (26-24, 25-19, 26-24) halve finale: V van Verenigde Staten: 0-3 (20-25, 16-25, 17-25) bronzen finale: V van China: 1-3 (16-25, 25-21, 13-25, 20-25) |

| Groep A |                  |             |             |             |             |             |             |        |        |        |        |
|         | Land             | Wedstrijden | Wedstrijden | Wedstrijden | Wedstrijden | Wedstrijden | Wedstrijden | Punten | Punten | Punten | Punten |
| G       | Land             | W           | V           | SW          | SV          | SR          | SPW         | SPL    | Saldo  |        | Punten |
| 1       | Cuba             | 5           | 5           | 0           | 15          | 3           | +12         | 426    | 371    | +55    | 10     |
| 2       | Verenigde Staten | 5           | 4           | 1           | 12          | 9           | +3          | 459    | 441    | +18    | 9      |
| 3       | China            | 5           | 3           | 2           | 13          | 7           | +6          | 467    | 395    | +72    | 8      |
| 4       | Japan            | 5           | 2           | 3           | 7           | 11          | -4          | 381    | 389    | -8     | 7      |
| 5       | Polen            | 5           | 1           | 4           | 9           | 12          | -3          | 441    | 445    | -4     | 6      |
| 6       | Venezuela        | 5           | 0           | 5           | 1           | 15          | -14         | 262    | 395    | -133   | 5      |

| Ronde          | Datum  | Plaats           | Land | Score            | Land |
| -------------- | ------ | ---------------- | ---- | ---------------- | ---- |
| Groepsfase     |        |                  |      |                  |      |
| 9 augustus     | Peking | Polen            | 1-3  | Cuba             |      |
| 11 augustus    | Peking | Verenigde Staten | 0-3  | Cuba             |      |
| 13 augustus    | Peking | Cuba             | 3-2  | China            |      |
| 15 augustus    | Peking | Japan            | 0-3  | Cuba             |      |
| 17 augustus    | Peking | Cuba             | 3-0  | Venezuela        |      |
| Kwartfinale    |        |                  |      |                  |      |
| 19 augustus    | Peking | Cuba             | 3-0  | Servië           |      |
| Halve finale   |        |                  |      |                  |      |
| 21 augustus    | Peking | Cuba             | 0-3  | Verenigde Staten |      |
| Bronzen finale |        |                  |      |                  |      |
| 23 augustus    | Peking | Cuba             | 1-3  | China            |      |

### Wielersport
| Olympiër                   | Discipline       | Resultaat | Prestatie                                                                                             |
| Baan                       | Baan             | Baan      | Baan                                                                                                  |
| -------------------------- | ---------------- | --------- | --- |
| Lisandra Guerra            | sprint (v)       | 10e       | kwalificatie: 9de in 11,462 1ste ronde: V van NED Kanis 1ste ronde herkansingen: 3de 9-12de plek: 2de |
| Yoanka González            | puntenkoers (v)  | Zilver    | 18 punten                                                                                             |
| Weg                        |                  |           | |
| Yumari González Valdivieso | wegwedstrijd (v) | 60e       | 3:51.39                                                                                               |

### Worstelen
| Olympiër          | Discipline  | Resultaat   | Prestatie |
| Vrije stijl       | Vrije stijl | Vrije stijl | Vrije stijl |
| ----------------- | ----------- | ----------- | --- |
| Maikel Pérez      | -55kg (m)   | 19e         | kwalificatie: V van BLR Gadzhiev: 0-3 |
| Yandro Quintana   | -60kg (m)   | 8e          | kwalificatie: W van CHN Qin: 3-1 1ste ronde: V van RUS Batirov: 1-3 herkansingen: V van AZE Huseynov: 1-3                                                                   |
| Geandry Garzón    | -66kg (m)   | 5e          | kwalificatie: vrij 1ste ronde: V van TUR Şahin: 1-3 herkansingen: W van IRI Taghavi: 3-1 bronzen finale: V van GEO Tushishvili: 1-3                                         |
| Iván Fundora      | -74kg (m)   | 5e          | kwalificatie: W van CHN Si: 3-1 1ste ronde: W van USA Askren: 3-1 2de ronde: V van RUS Saitiev: 1-3 herkansingen: W van KOR Cho: 3-0 bronzen finale: V van BUL Terziev: 0-5 |
| Reineris Salas    | -84kg (m)   | 10e         | kwalificatie: vrij 1ste ronde: W van USA Hrovat: 3-1 2de ronde: V van TUR Balcı: 0-3                                                                                        |
| Michel Batista    | -96kg (m)   | Brons       | kwalificatie: vrij 1ste ronde: W van USA Cormier: 5-0 2de ronde: V van KAZ Tigiyev: 0-3 herkansingen: W van VEN Vivenes: 3-1 bronzen finale: V van GEO Gogshelidze: 0-5     |
| Disney Rodríguez  | -120kg (m)  | Brons       | kwalificatie: vrij 1ste ronde: W van ROU Chintoan: 3-0 2de ronde: V van UZB Taymazov: 1-3 herkansingen: W van AZE Isayev: 5-0 bronzen finale: V van SVK Musulbes: 1-3       |
| Grieks-Romeins    |             |             | |
| Yagnier Hernández | -55kg (m)   | 5e          | kwalificatie: vrij 1ste ronde: W van PRK Cha: 3-1 2de ronde: V van AZE Bayramov: 1-3 herkansingen: W van EGY Mohamed: 3-1 bronzen finale: V van ARM Amoyan: 0-3             |
| Roberto Monzón    | -60kg (m)   | 5e          | kwalificatie: vrij 1ste ronde: W van FRA Hidalgo: 3-1 2de ronde: V van RUS Albiev: 0-3 herkansingen: W van TUR Sucu: 3-1 bronzen finale: V van KGZ Tyumenbayev: 0-3         |
| Alain Milián      | -66kg (m)   | 8e          | kwalificatie: V van FRA Guénot: 1-3 herkansingen: W van HUN Lőrincz: 3-1 herkansingen 2: V van BLR Siamionau: 1-3                                                           |
| Yunior Estrada    | -84kg (m)   | 10e         | kwalificatie: W van SVK Bátky: 3-0 1ste ronde: V van SWE Abrahamian: 1-3 |
| Mijaín López      | -120kg (m)  | Goud        | kwalificatie: vrij 1ste ronde: W van BLR Artyukhin: 3-1 kwartfinale: W van ARM Patrikeyev: 5-0 halve finale: W van SWE Sjöberg: 3-0 finale: W van RUS Baroyev: 3-0          |

### Zwemmen
| Olympiër         | Discipline          | Resultaat | Prestatie               |
| ---------------- | ------------------- | --------- | ----------------------- |
| Pedro Medel      | 200m rugslag (m)    | 30e       | serie 2: 2de in 2.01,32 |
|                  |                     |           |                         |
| Heysi Villarreal | 200m vrije slag (v) | 41e       | serie 1: 4de in 2.03,23 |

Afghanistan · Albanië · Algerije · Amerikaanse Maagdeneilanden · Amerikaans-Samoa · Andorra · Angola · Antigua en Barbuda · Argentinië · Armenië · Aruba · Australië · Azerbeidzjan · Bahama's · Bahrein · Bangladesh · Barbados · België · Belize · Benin · Bermuda · Bhutan · Bolivia · Bosnië en Herzegovina · Botswana · Brazilië · Britse Maagdeneilanden · Bulgarije · Burkina Faso · Burundi · Cambodja · Canada · Centraal-Afrikaanse Republiek · Chili · China · Chinees Taipei · Colombia · Comoren · Congo-Brazzaville · Congo-Kinshasa · Cookeilanden · Costa Rica · Cuba · Cyprus · Denemarken · Djibouti · Dominica · Dominicaanse Republiek · Duitsland · Ecuador · Egypte · El Salvador · Equatoriaal-Guinea · Eritrea · Estland · Ethiopië · Fiji · Filipijnen · Finland · Frankrijk · Gabon · Gambia · Georgië · Ghana · Grenada · Griekenland · Groot-Brittannië · Guam · Guatemala · Guinee · Guinee‑Bissau · Guyana · Haïti · Honduras · Hongarije · Hongkong · Ierland · IJsland · India · Indonesië · Irak · Iran · Israël · Italië · Ivoorkust · Jamaica · Japan · Jemen · Jordanië · Kaaimaneilanden · Kaapverdië · Kameroen · Kazachstan · Kenia · Kirgizië · Kiribati · Koeweit · Kroatië · Laos · Lesotho · Letland · Libanon · Liberia · Libië · Liechtenstein · Litouwen · Luxemburg · Macedonië · Madagaskar · Malawi · Malediven · Maleisië · Mali · Malta · Marshalleilanden · Marokko · Mauritanië · Mauritius · Mexico · Micronesië · Moldavië · Monaco · Mongolië · Montenegro · Mozambique · Myanmar · Namibië · Nauru · Nederland · Nederlandse Antillen · Nepal · Nicaragua · Nieuw-Zeeland · Niger · Nigeria · Noord-Korea · Noorwegen · Oeganda · Oekraïne · Oezbekistan · Oman · Oostenrijk · Oost‑Timor · Pakistan · Palau · Palestina · Panama · Papoea-Nieuw-Guinea · Paraguay · Peru · Polen · Portugal · Puerto Rico · Qatar · Roemenië · Rusland · Rwanda · Saint Kitts en Nevis · Saint Lucia · Saint Vincent en Grenadines · Salomonseilanden · Samoa · San Marino · Sao Tomé en Principe · Saoedi-Arabië · Senegal · Servië · Seychellen · Sierra Leone · Singapore · Slovenië · Slowakije · Soedan · Somalië · Spanje · Sri Lanka · Suriname · Swaziland · Syrië · Tadzjikistan · Tanzania · Thailand · Togo · Tonga · Trinidad en Tobago · Tsjaad · Tsjechië · Tunesië · Turkije · Turkmenistan · Tuvalu · Uruguay · Vanuatu · Venezuela · Verenigde Arabische Emiraten · Verenigde Staten · Vietnam · Wit-Rusland · Zambia · Zimbabwe · Zuid-Afrika · Zuid-Korea · Zweden · Zwitserland
Uitgesloten van deelname: Brunei